# Malacia bronchiale

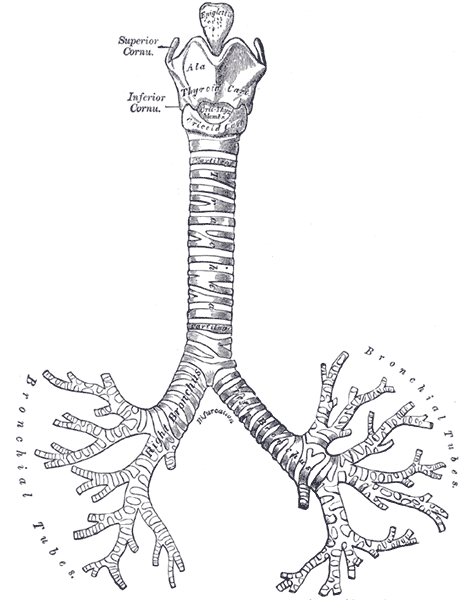
Laringe, trachea e bronchi

La malacia bronchiale (o broncomalacia) è un termine che indica un indebolimento della parte cartilaginea della parete bronchiale, che sovente si manifesta nei bambini di età inferiore ai sei mesi.
Il sintomo tipico consiste in una respirazione rumorosa o sibilante, generata da un collasso lungo l'asse verticale del bronco principale durante la fase di espirazione.  Se anche la trachea è coinvolta, viene usato il termine tracheobronchomalacia (TBM). Se invece è coinvolta esclusivamente la trachea, si parla di tracheomalacia (TM).
Esistono due tipi di broncomalacia. La broncomalacia primaria è dovuta a un difetto degli anelli cartilaginei; la broncomalacia secondaria può essere una compressione estrinseca indotta dalla dilatazione di un vaso capillare, dalla comparsa di un anello vascolare o di una cisti broncoide. Sebbene si una malattia molto rara, è stata descritta in letteratura la presenza di casi di tracheobronchomalacia idiopatica (di origine sconosciuta e su soggetti di età avanzata).

## Eziologia
La broncomalacia può essere meglio definita come un difetto congenito del bronco all'interno dell'apparto respiratorio. La malacia congenita delle vie aeree maggiori è una delle poche cause note di ostruzione irreversibile delle vie respiratorie in età infantile, la quale si manifesta con sintomi che possono variare da un frequente sibilo respiratorio, ad infezioni ricorrenti delle vie aeree inferiori, fino alla adispnea grave che apre ala possibilità di un'insufficienza respiratoria.
La broncomalacia può anche essere acquisita in età non pediatrica, a seguito del cronicizzarsi di uno stato infiammatorio delle vie aeree oppure di una prolungata infiammazione intermittente provocata da un'infezione o da altre paotlogie di tale organo.

## Diagnosi
Tassonomia
- Broncomalacia primaria: è classificata come una malatia congenita, è causata da un'imperfezione degli anelli cartilaginei. La malacia delle vie aeree primarie è stata definita come malacia delle vie aeree in neonati che sarebbero altrimenti persone sane e normali;
- Bronchomalacia secondaria: può verificarsi per compressione estrinseca di un vaso allargato, di un anello vascolare o di una cisti broncogena. La malacia delle vie aeree secondarie è stata definita come una forma di atresia esofagea, una combinazione di sindromi tipo VATER/VACTERL (condizione di compresenza di anomalie della colonna vertebrale, atresia anale, cardiopatia congenita, fistola tracheoesofagea o atresia esofagea, malformazioni renali o anomalie dell'arto radiale), compressione vascolare o altra compressione esterna delle vie aeree, ovvero sindromi specifiche.[6]

## Trattamento
1. tempo: minimamente invasivo, solitamente in associazione con una continua pressione positiva del flusso d'aria.
2. pressione positiva e continua del flusso d'aria[7], quale metodo elettivo di ventilazione respiratoria.
3. tracheotomia: incisione chirurgica (laparoscopica) del collo per aprire il varco di una via aerea diretta che alimenti la trachea (il tratto canalare di congiunzione fra la coppia laringo-faringea e il polmone).
4. trattamento prostetico: inserimento di una protesi artificiale in materiale biocompatibile, atta a mantenere aperto il tubo bronchiale.